# 西嶋和紙

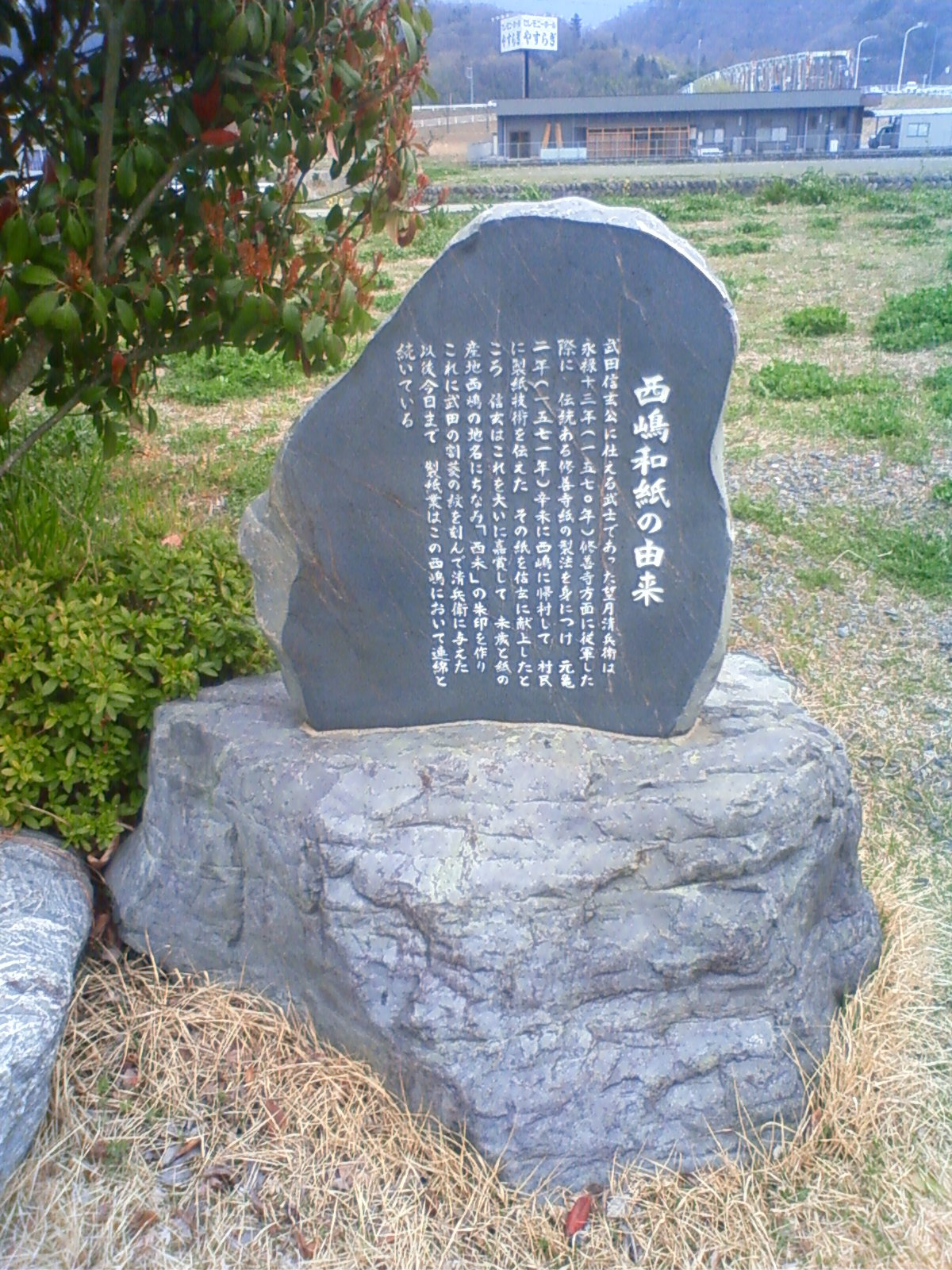
西嶋和紙の由来の石碑

西嶋和紙（にしじまわし）は、山梨県南巨摩郡身延町の西嶋地区（北緯35度29分9秒 東経138度26分53秒 / 北緯35.48583度 東経138.44806度）で製造されている和紙である。

## 歴史
西嶋和紙が伝来する西嶋地区は県南西部に位置する。甲府盆地から南の県南西部の一帯は河内地方と呼ばれ、西嶋地区はその北部にあたる。西嶋地区は河内地方を南北に流れる富士川に接し、西嶋地区はその右岸に立地する。周囲は山岳地帯。
甲斐国において和紙の生産は古代から行われ、『延喜式』では貢納物之一つとして挙げられている。室町時代には禅僧の義堂周信の『空華集』においても甲斐の和紙が取り上げられている。中世には西嶋のほか市川和紙として発展した市川大門（市川三郷町）、福士（南部町）などが和紙の特産地となった。
西嶋和紙の源流は伊豆国（現在の静岡県）の修善寺紙であり、戦国時代に西嶋に居住していた望月清兵衛が田方郡立野村（現在の伊豆市）を訪れ、三椏を原料とした三椏紙の製法を学び、持ち帰ったとされている伝承がある。この伝承に拠れば清兵衛は持ち帰った三椏紙をもとに元亀2年（1571年）より西嶋地区で製造を行ない、完成したものを武田信玄に献上したところ大変喜び、武田割菱の朱印を清兵衛に賜ったほか、西嶋での製紙の認可と清兵衛を役人に命じたという。
西嶋和紙は江戸時代になると峡南地域各地で造られるようになったが、明治時代になると洋紙の普及から縮小され、和紙の製造は西嶋地区と市川大門地区のみになった。一方で戦後になると使用済みの和紙をリサイクルしたものや、藁を使用した「書半紙」「画仙紙」といった新たな原料・製法が確立された。
現在では西嶋和紙の伝統を継承するための協同組合が設けられ、また西嶋和紙を展示・販売している「身延町なかとみ和紙の里」が作られている。